# Ковалівка (Полтавський район)
Ковалі́вка — (колишні назви — Коломачок, Генералівка) — село в Україні, у Полтавській міській громаді Полтавського району Полтавської області. Колишній центр Ковалівської сільської ради, якій підпорядковувалися також села Андрушки, Бочанівка, Верхоли, Грабинівка, Давидівка, Залізничне, Затурине, Їжаківка, Макухівка і Соснівка. Населення становить близько 2130 осіб.

## Географія
Село розташоване на правому березі лівої притоки Ворскли — річки Коломак, яка за 3 км південніше впадає у Ворсклу. На північному сході, вище за течією Коломаку, межує з селом Залізничне. На півдні, на іншому боці річки, знаходяться села Їжаківка та Грабинівка. Річка тут звивиста, утворює стариці та заболочені озера.
Відстань до Полтави — 10 км (автошляхами до центра міста близько 21 км). Найближча залізнична станція — «Ковалівка» лінії Полтава-Люботин розташована північніше, за селом Залізничне. На півдні автомагістраль Київ—Полтава—Харків (автотраса E40М03). Висота над рівнем моря — 86 м. 

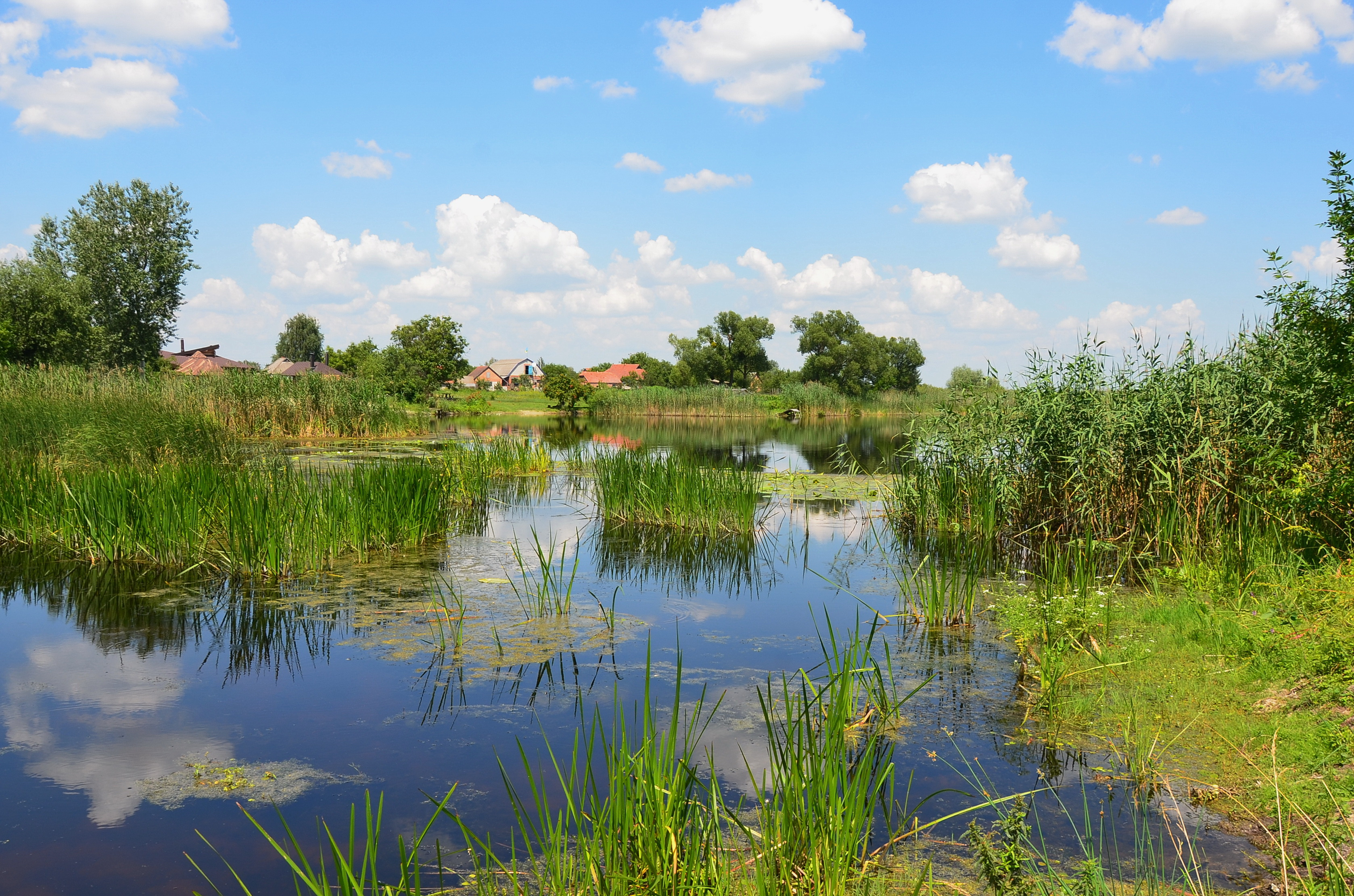
Берег річки Коломак у Ковалівці

## Історія

### Рання історія села до початку XX століття
На карті Ґійома де Боплана, складеній у другій чверті XVII століття, Ковалівка ще не позначена. Імовірно, що перші поселенці з'явилися тут пізніше, коли інтенсивно заселялися місця навколо Ворскли. Дослідники вважають, що Ковалівка виникла у середині 20-х років XVIII століття і була спочатку слободою — поселенням, заснованим вихідцями з інших місцевостей, жителі якого тимчасово звільнялися від виконання феодальних повинностей і сплати податків. Припускають, що це були вихідці з Правобережжя, котрих чимало переселилося на Лівобережжя, і, зокрема, безпосередньо на Полтавщину.
Ковалівка мала в минулому й інші назви — Коломачок та Генералівка. Перша назва походила від назви річки Коломак і, ймовірно, вона була першою, бо у старих документах Полтавської Першої сотні згадується хутір Коломацький. Можливо, це й був хутір на місці сучасної Ковалівки. Друга назва — Генералівка — походить від військового чину засновника — генерала Вейсбаха. Що стосується третьої, сучасної назви, то, ймовірно, серед першопоселенців або серед тих, кому дозволив тут оселитися генерал Вейсбах були ковалі.
У 1658 році Ковалівка, як і багато інших сіл і містечок навколо Полтави, була пограбована і зруйнована татарами, яких закликав собі на допомогу гетьман Іван Виговський.
Під час Північної війни 16 березня 1709 шведи спалили село. Це, за словами шведського лейтенанта Ліда, була помста жителям за підтримку росіян.
Після Полтавської битви Вейсбаху, який привернув увагу Петра I були пожалувані земельні угіддя на території Полтавського полку від Коломака до Орелі. За існуючими у ті часи законами, землі давалися або в довічне і потомственне володіння, або пожиттєве користування певних осіб, на строк їх служби, без права передачі спадкоємцям. У Ковалівці в цей час жили в основному козаки. Відбуваючи військову службу, вони займалися також землеробством, різними ремеслами.
Про історію Ковалівки можна багато дізнатися з записок відомого українського мемуариста XVIII століття, лубенського наказного полковника Якова Андрійовича Маркевича. У четвер 7 жовтня 1731 року в «Щоденнику» Маркевич пишсав: «Выехалем з Полтавы в дорогу к Орчику и уехавши верст з 10 через Ворскло реку, якая под Полтавою течет, приехалем до слободки генерала Девейзбаха у Коломака речки, пятый год осаженной, в 50 хат, состоящей, а зовёмой двояким чили трояким именем — Коломачок, Генераловка и Ковалювка, где и ночевалем у войта тамошнего…»
Після смерті генерала Вейсбаха Карлівська волость і усі його володіння, до складу яких входила й Ковалівка, були пожалувані імператрицею Анною Іоанівною політичному інтригану часів біронівщини, генерал-фельдмаршалу Бургарду-Крістофу Мініху. Після заслання Мініха у 1742 році до Сибіру Єлизавета Петрівна подарувала ці землі з населенням у довічне володіння своєму фавориту Олексію Розумовському. Згідно з даними Рум'янцевського опису 1765—1769 років. Ковалівка входила до складу другої сотні Полтавського полку.
Після смерті Олексія Розумовського володіння перейшли до його брата Кирила Розумовського. Як його слобода Ковалівка згадується під ревізією 1782 року. Таким чином, колись вільні жителі Ковалівки та й інших поселень на багато десятиліть виявилися кріпаками Розумовських, а потім інших кріпосників. Зокрема, Ковалівка була у володінні Розумовських до 1849 року, пізніше належала поміщикам Подчаському, Гербут-Гербовичу.
Напередодні реформи 1861 року власником села був поміщик І. І. Подчаский. Йому належало тут 158 селянських господарств — 418 ревізьких душ (чоловіків). Всього у користуванні селян було 916 десятин 2100 квадратних сажнів землі. Після селянської реформи через відсутність робочої худоби багато селян, навіть ті, хто отримав повний земельний наділ, залишали землеробство і перебивалися поденщиною в Полтаві і ходили на далекі заробітки. Орні землі, ліси і луки навколо села переважно належали поміщикам Хрулеву, Полторанову, Колодію і куркулям Вацю, Старобільському, Мірошниченку.
Наприкінці 80-х років XIX століття землі Гербут-Гейбвича в Ковалівці викупили брати Вільгельм і Еміль Трепке і створили на них власну економію. До початку XX століття у маєтку Вільгельма Трепке було 1245 десятин землі, на яких застосовувалася восьмипільна система обробки землі, був кінний завод, з 1890 року діяв паровий млин, на якому перероблялося 324375 пудів пшениці, 10535 пудів жита. У 1904 році ним було продано в Полтаві та Харкові борошна на 347480 карбованців.
Крім того, з 1899 року в селі працював цегельний завод селян Мірошниченка та Турпітька, де вироблялося 130000 штук цегли (станом на 1904 рік).
У дореволюційні часи в Ковалівці діяла дерев'яна Миколаївська церква, збудована ще Кирилом Розумовським у 1785 році. У 1902 році в селі були церковнопарафіяльна та земська школи, церковна бібліотека.
1 квітня 1902 року жителі Ковалівки, до яких приєдналися селяни навколишніх сіл, озброєні вилами, косами, киями, пішли в економію Трепке і почали розбирати поміщицьке майно. Для розправи над селянами були викликані війська з Полтави. Оскільки натовп з 600 осіб відмовився повернути поміщицьке майно і розійтися, та вимагав хліба й землі, війська розстріляли бунтівників. Було вбито Трохима і Демида Шандів та Василя Янка, близько 20 людей поранено. Наступного дня ще близько двох тисяч селян з Ковалівки та навколишніх сіл прийшли до економії, але і вони були розігнані військами. З квітня каральна експедиція вчинила розправу над ковалівськими селянами.

### Післяреволюційний період і до наших днів
З 1921 по 1926 рік на півострові в заплавах річок Свинківки і Коломака, де до жовтневого перевороту знаходився маєток панів Трепке, містилася дитяча трудова колонія імені Максима Горького — виховний заклад для неповнолітніх правопорушників, який очолював педагог і письменник, один із засновників радянської системи дитячо-підліткового виховання Антон Семенович Макаренко. Колоністи освоїли 40 гектарів землі, збудували ферму, налагодили побут, у майстернях навчалися столярства, працювати в кузні, ремонтувати та шити взуття й одяг, виготовляти кошики з лози та доріжки із рогозу. У 1926 році школа переїхала у село Куряж під Харковом.
На її місце в Ковалівку була переведена Дитяча колонія імені Короленка. Про цей заклад відомо дуже мало, хоча він у багатьох відношеннях не поступався макаренківському. Ця колонія була заснована у Трибах майже на рік раніше від колонії імені Горького «Лігою врятування дітей», почесним головою якої був письменник, журналіст, публіцист і громадський діяч Володимир Галактіонович Короленко. Її вихованцями були діти молодшого шкільного віку та підлітки. Колонія організувала на своїй території школу-чотирирічку і відкрила вільний доступ у неї селянським дітям.
Колонія імені В. Г. Короленка пробула в Ковалівці до початку 1930-х років, потім її перевели в Кобеляки, а місце короленківців зайняв будинок для дітей-інвалідів. Під час голодомору 1932—1933 років артіль «Культура», до складу якої входила і Ковалівка, організувала тут ще і свій патронат для дітей-сиріт, батьки яких померли. У ці ж роки в численних приміщеннях колишньої колонії розташувався і притулок для одиноких людей похилого віку (ковалівці називали його «богодільня»).
Коли розпочалася Німецько-радянська війна, дитячий будинок інвалідів не був евакуйований. Дехто із персоналу втік, але діти залишилися. Про мешканців будинку для людей похилого віку ніяких даних не збереглося, а будинок для дітей-інвалідів проіснував у Ковалівці до 1956 року, потім його вихованців було переведено до Зінькова.
Зайнята німецькими військами 19 вересня 1941 року.
У 1942 році, під час німецької окупації, окупаційна влада провела масові арешти мешканців села і розстріляно було 18 ковалівців, а відступаючи у вересні 1943 року, зігнали в корівник 44 стариків, жінок і дітей, потім і тих, хто ще залишився живим, і спалили. 71 жителя села окупанти вивезли на примусові роботи до Німеччини. Визволено село 21 вересня 1943 року 26-м гвардійським повітрянодесантним стрілецьким полком 9-ї гвардійської повітрянодесантної дивізії. У сквері в центрі села у 1954 році споруджено обеліск в пам'ять про земляків, які полягли на фронтах німецько-радянської війни, а у 1956 році відкрито пам'ятний знак на могилі загиблих односельців і радянських воїнів, загиблих при звільненні села. Поряд 1952 року споруджено пам'ятник на місці розправи над учасниками селянських заворушень 1902 року.
У 1976 році Ковалівський дитячий будинок був реорганізований у школу-інтернат, яка існувала до 1983 року. 25 лютого 1988 року на цій території відкрито Державний музей-заповідник Антона Семеновича Макаренка. Були реставровані так звані Білий та Червоний будинки, флігель, класи, спальні, виробничі майстерні. Відновлено кілька малих меморіальних об'єктів — вхідну арку, альтанку, східці до Коломака, пристань, колодязь, погріб. Майже все відновлено так, як було у часи Макаренка.

## Сьогодення
У вересні 1990 року в музеї створена Міжнародна Макаренківська Асоціація. Щорічно тут проходять наукові конференції, засідання, присвячені творчій спадщині Антона Семеновича Макаренка, проблемам і перспективам трудового виховання. А з 1 квітня 1998 року на базі Державного музею-заповідника А. С. Макаренка та Ковалівської середньої школи імені Макаренка створено навчально-виховний комплекс сільськогосподарського профілю імені А. С. Макаренка. З 1 вересня 2001 року — обласний ліцей-інтернат для обдарованої сільської молоді, який у січні 2002 року був реорганізований в обласний ліцей-інтернат для обдарованих дітей із сільської місцевості імені А. С. Макаренка.

## Відомі особистості
- Єрмак Олександр Петрович (1944—2021) — український історик, краєзнавець, педагог.
- Каплін Дмитро Олександрович (1989—2022) — молодший сержант Збройних сил України; учасник російсько-української війни[8].
- Шабля Михайло Ігорович (1986—2015) — капітан (посмертно) Збройних сил України, учасник російсько-української війни[9].
- Чамара Віктор Федорович (1952) — заслужений журналіст України, генеральний директор Українського національного інформаційного агентства Укрінформ.

## Також
- Перелік населених пунктів, що постраждали від Голодомору 1932—1933 (Полтавська область)